# Johan Petter Roos
Johan Petter Roos, född den 13 juli 1818 i Stockholm, död den 13 augusti 1882, var en svensk skådespelare.

## Biografi
Roos var elev hos Carl Wilhelm Westerlund 1839. Han var sedan engagerad hos Pierre Deland 1841–1842 och vid Nya teatern i Stockholm 1842–183. 
Åren 1843–1855 och 1856–1869 hade han eget sällskap: han spelade under de åren en stor roll i Finland, där hans sällskap hyrde Engels teater i Helsingfors. Åren 1855–1856 var han åter hos Deland. Åren 1869–1870 var han meddirektör för Ladugårdslandsteatern i Stockholm. 
Bland hans roller märks Palle Block i Bättre folk och pack, Tupin i Våra hyggliga lantbor, Farbror Constantin i Onkeln från Kalifornien och Magnus Drakenhjelm i Efter femtio år.
Familjen Roos är begravd på Norra begravningsplatsen utanför Stockholm.